# Cioz
Cioz, bürgerlich Alessandro Cozzolino (* 1992 in Bergamo), ist ein italienischer Produzent und DJ.

## Karriere
Im Jahr 2013 schrieb sich Cioz an der Università degli Studi di Milano ein, um „Computer Music“ zu studieren. 2014 gründete er mit anderen Zibram (später in Utōpia umbenannt), ein Kollektiv, das elektronische Musikveranstaltungen in Bergamo organisierte. Im selben Jahr überzeugte er die lokale Verwaltung, ihm einen kreativen Raum zur Verfügung zu stellen. Dies führte zur Einrichtung eines Produktionslabors im Spazio Giovanile im Stadtteil Boccaleone. Dort produzierte er zwei Tracks, die auf Einmusika Recordings veröffentlicht wurden (Scrambled Ep – 2015).
2015 gründete er Knobs Bergamo, ein Kollektiv, das Live-Auftritte elektronischer Musik in der Stadt förderte. Bis 2016 war er Resident-DJ bei der „Bauhaus Party“ in Bergamo.
Cioz’ arbeitete 2017 mit der Berliner DJ Bebetta bei der Veröffentlichung von Elephant On eBay auf dem Label Monaberry zusammen. 2018 zog er nach Berlin und feierte sein Festivaldebüt beim Family Piknik in Montpellier, wo er neben Luciano auftrat.
2019 begab er sich auf seine erste internationale Tournee und spielte beim Rage Festival in Durban sowie bei Truth in Johannesburg, Südafrika. Im selben Jahr veröffentlichte er Musik auf Crosstown Rebels und festigte so seine internationale Präsenz.
Cioz erweiterte sein künstlerisches Repertoire durch Kooperationen mit Giorgia Angiuli (United, 2020) und Super Flu (Jodi Bush, 2020). Zu seinen Remix-Arbeiten gehörten Neuinterpretationen für Künstler wie Diplo, Damian Lazarus und Oliver Koletzki. 2021 steuerte er zur Body Language-Serie von Get Physical bei und veröffentlichte 2022 sein Debütalbum Supermassive Whole auf Stil vor Talent.
Cioz trat weiterhin bei hochkarätigen Festivals wie dem Fusion Festival (2022) und AfrikaBurn (2023) auf. Seine DJ-Sets führten ihn zu renommierten Veranstaltungsorten wie dem Stereo Bar (Montreal), Hive (Zürich) und Klein (Istanbul). Zwischen 2023 und 2024 unternahm er mehrere Tourneen durch Asien, Südafrika, Australien und Neuseeland.
Zu seinen jüngsten Arbeiten gehören Veröffentlichungen auf Frau Blau (2024) sowie Remixes für Gui Boratto (Déjeuner Sur L’Herbe, 2023), die seinen einzigartigen Stil in der Musikproduktion unterstreichen.

## Diskografie
Alben
- 2022: Supermassive Whole (Stil vor Talent)

EPs
- 2015: Heartbreaker (Kdb Records, mit Kres)
- 2016: Scrambled (Einmusika)
- 2016: Burning Soul (Subjekt Recordings)
- 2017: Fury (Einmusika, mit Coloppio)
- 2017: Arbol (Monaberry)
- 2017: Elephant On eBay (Monaberry, mit Bebetta)
- 2018: Road To Montenegro (Einmusika, mit Seth Schwarz und San Hell Sing)
- 2018: Lucky Man (Get Physical)
- 2019: Jodi Bush (Crosstown Rebels, mit Super Flu)
- 2021: Cosmic Silence (Stil vor Talent)
- 2021: Be One Wachaka (Stil vor Talent – Supermassive Whole)
- 2021: Do It The Way You Feel (Stil vor Talent – Supermassive Whole)
- 2023: Shaka (Monaberry)
- 2024: Tranquila (Frau Blau)
- 2024: These Accordi (Stil vor Talent)

Singles
- 2018: Urban Linien (Monaberry – Herbest Best 07)
- 2019: Kamala Bani (Stil vor Talent, mit Sam Shure – Laconia)
- 2019: Friendly Reminder (Stil vor Talent, mit Oliver Koletzki – Fire In The Jungle)
- 2020: United (United, mit Giorgia Angiuli)
- 2020: A Funky Peacock and A Tiger Were Talking About The Meaning Of Life Before Transcending Into Space (Klassified – The Feather's Eyes Vol.4)
- 2020: Chapter 5 (Stil vor Talent – 15 Years Compilation Part 1)
- 2020: Rabbit Bass (Rakatin Edit) – (Peace Peter, mit Yannek Maunz)
- 2021: Dancing In The Night feat. Eleonora (Get Physical – Body Language Vol.23 by Cioz)
- 2021: Warm Worm / Focus Pocus (Get Physical, mit Sides und Boy Oh Boy – Body Language Vol.23 by Cioz)
- 2021: Rain (Get Physical – Body Language Vol.23 by Cioz)
- 2022: Imi (Lukins, mit T.M.A – PFWPSF1)
- 2021: Me Monkey (Stil vor Talent – Supermassive Whole)
- 2023: Giya feat. Zimsto eRoofini (Bridges For Music)
- 2024: Without A Sound feat. Beacon Bloom (Ugenius)